# Blockhaus Marzola
Il Blockhaus Marzola o Blockhaus Maranza è una delle fortezze austro-ungarici facente parte della linea difensiva "Chegul-Marzola-Maranza" della Fortezza di Trento (Festung Trient). Il forte appartiene al grande sistema di fortificazioni austriache al confine italiano.

## Storia

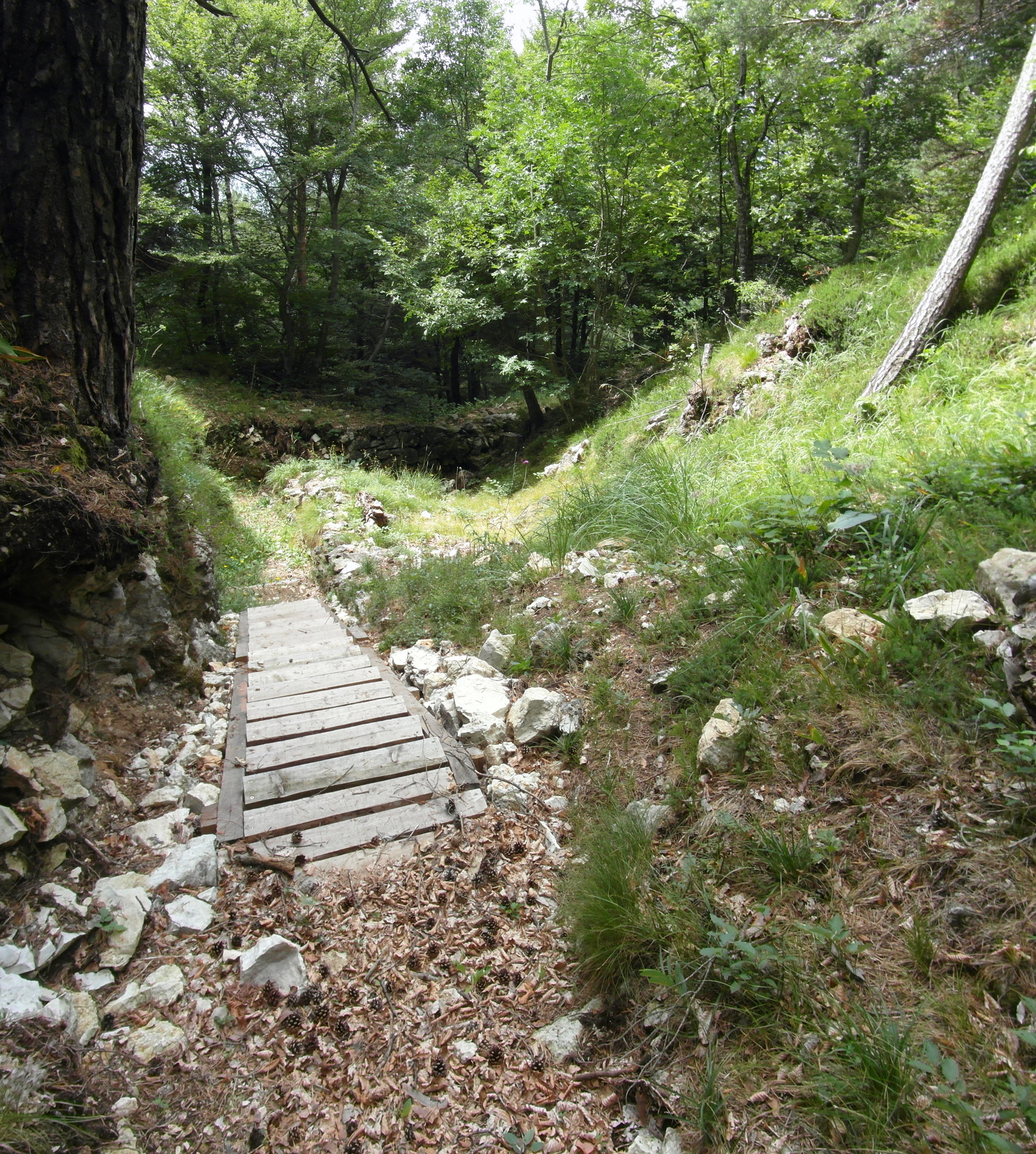
Una delle trincee a presidio del Blockhaus

La cima Marzola e la zona di Maranza erano considerate zone strategiche per la difesa della città di Trento. Qui, tra le altre fortificazioni, fu eretta fra il 1881 e il 1882 una piccola caserma difensiva: un Blockhaus. Posta a circa 1.200 metri s.l.m., era inoltre raggiungibile per i vari rifornimenti da una teleferica che partiva da Pra Marquart, una località che si trova lungo la strada per raggiungere il rifugio Maranza.
Presso il Blockhaus erano presenti in modo permanente un ufficiale e 16 soldati fucilieri e poco sotto era collegata mediante trincee e fossati all'omonima batteria con cui andava a formare un piccolo sistema difensivo; essa ospitava 2 ufficiali e 57 soldati ed era armata con due cannoni da 9 cm M.75/96.
Il Blockhaus è stato recentemente oggetto di un progetto di restauro e valorizzazione dove si sono ripristinati i trinceramenti posti accanto alla fortificazione.

## Ubicazione
Per accedere al forte come punto di riferimento vale la pena di fare capo al rifugio Maranza (1070 m), facilmente raggiungibile sia da Villazzano ma anche dal passo del Cimirlo (730 m). Dal rifugio prendendo il sentiero n. 412 per la cima Marzola, dopo 5-10 minuti si arriva al bivio del cosiddetto "primo forte" (che è la batteria Marzola). Procedendo invece sul sentiero originale, dopo aver lasciato una calcara sulla sinistra, si arriva al "secondo forte"; ovvero ai resti Blockhaus.